# Thomas Blanchet

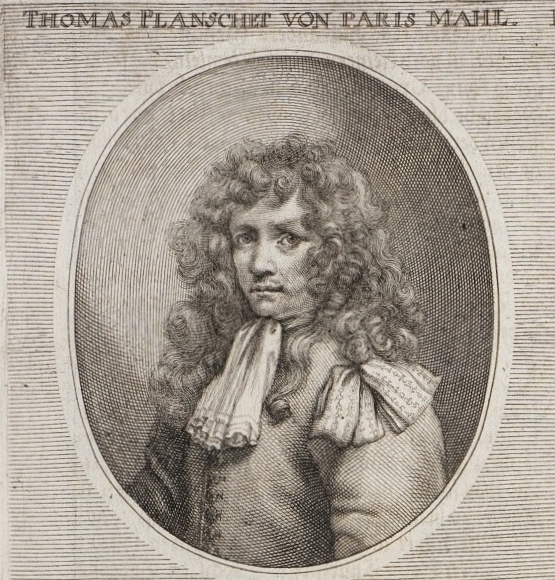
Thomas Blanchet, Teutsche Academie, 1675-1683

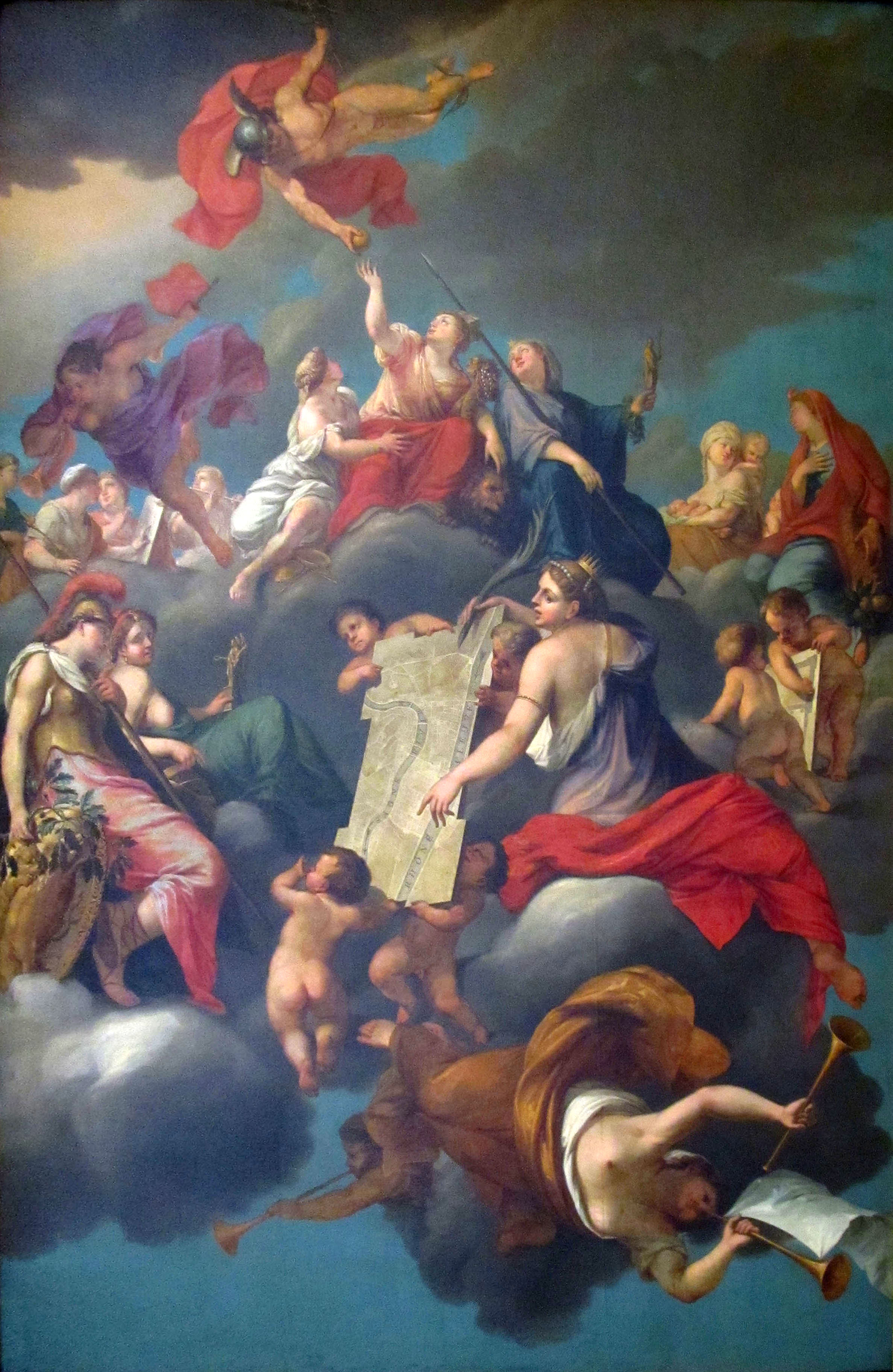
Thomas Blanchet, toile du Salon du Consulat (Hôtel de Ville de Lyon)

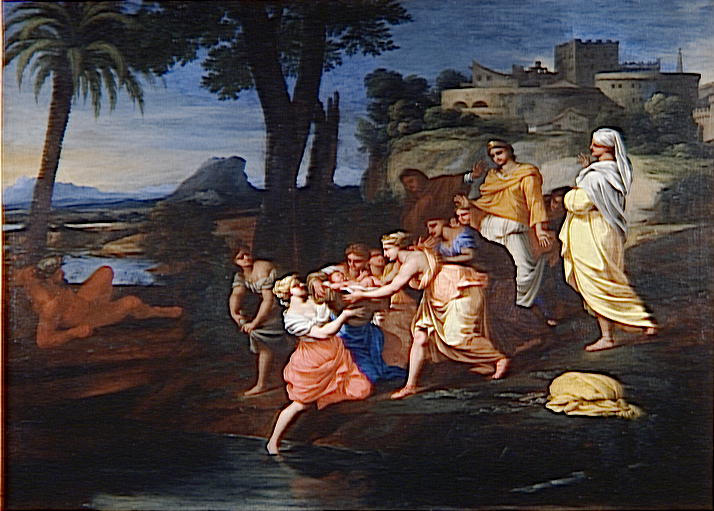
Thomas Blanchet, Moïse sauvé des eaux

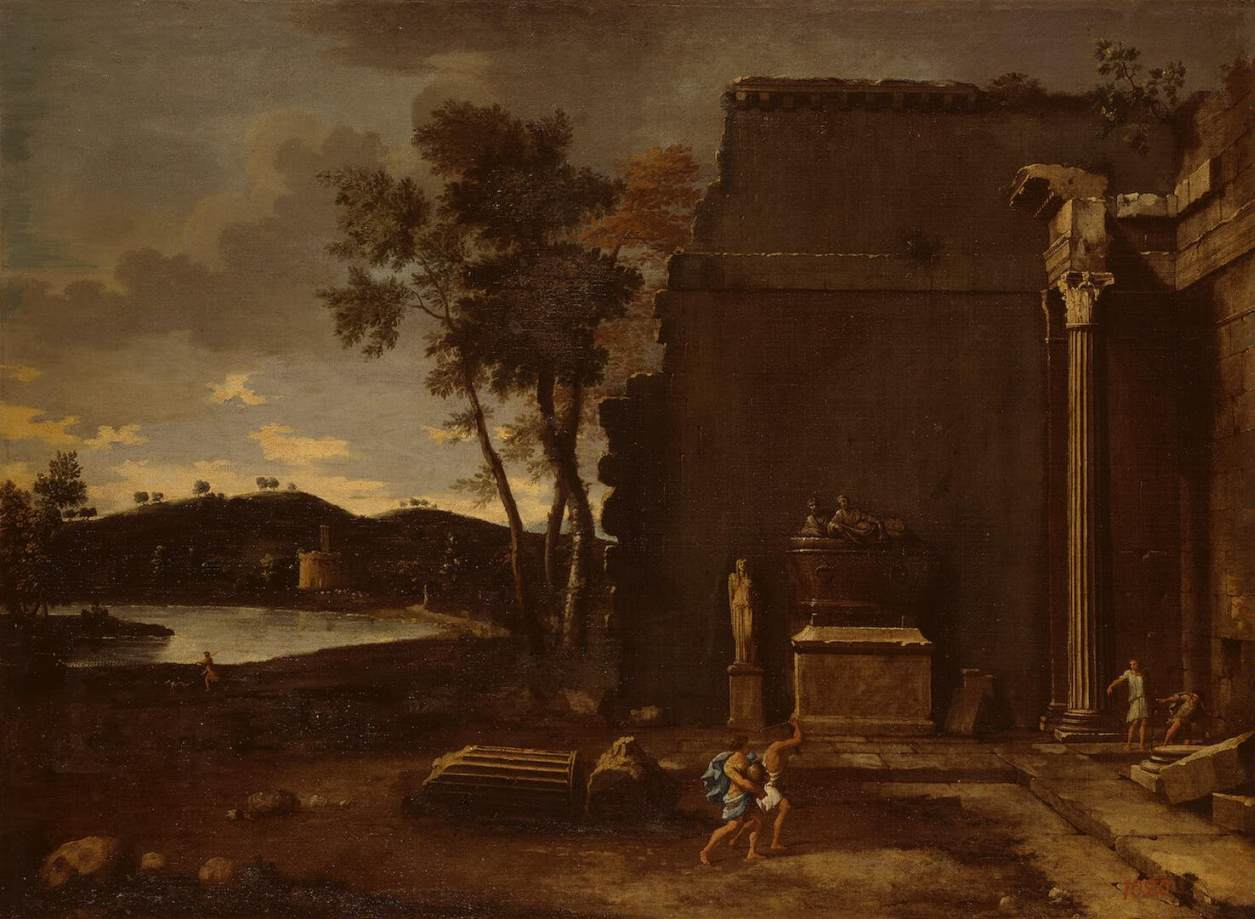
Thomas Blanchet, Landscape with Sarcophagus

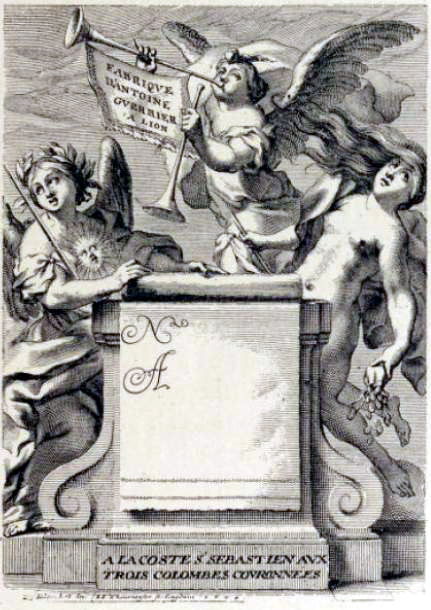
Blanchet et Thourneyfer, taille douce, ca. 1674

Thomas Blanchet (Parigi, 1614 – Lione, 21 giugno 1689) è stato un pittore, incisore e decoratore francese.

## Biografia
Le poche notizie sulla famiglia Blanchet si ricavano da una nota in una pubblicazione periodica francese. Louis Blanchet - pittore e fratello minore di Thomas che alla morte di Thomas risultava defunto - aveva lasciato la figlia Marie in minore età, la cui tutela nel 1689 era esercitata dalla madre Louise Balley, che si era risposata. Marie divenne erede di Thomas e sua madre curò la riscossione di pagamenti per opere pittoriche, realizzate da Thomas ma non ancora saldate. La nota indica il giorno e l'anno della morte e il luogo della sepoltura di Thomas Blanchet: morì a 75 anni e fu sepolto a Lione, nella chiesa di St. Pierre.
Artista in parte incompreso, per il curioso virtuosismo barocco con ampi riflessi manieristici, Thomas Blanchet fu dimenticato dalla critica, anche perché la sua opera è andata in gran parte perduta, per l'incendio dell'Hôtel de Ville di Lione del 13 settembre 1674. Altre sue opere, che erano a Lione, furono distrutte durante la Rivoluzione francese. È stato ampiamente riscoperto a partire dal 1980, grazie agli studi di Lucie Galactéros-de-Boissier che ha creato il catalogo ragionato delle opere di Thomas Blanchet. 

### Gli esordi e la stagione romana
Blanchet compie il suo apprendistato nella bottega dello scultore Jacques Sarrazin; poi il maestro, forse a causa della fiacchezza fisica dell'allievo, o forse perché ne ha scoperto la vera indole, lo manda dal suo amico pittore Simon Vouet, indirizzandolo verso la pittura. 
Thomas Blanchet scopre a Fontainebleau i decori manieristici che ritrova poi in Italia, dove si reca negli anni 1647-1653. A Bologna incontra lo scultore Alessandro Algardi e studia i pittori di Scuola bolognese. A Roma conosce Nicolas Poussin e Charles Le Brun; studia sotto la guida di Andrea Sacchi che gli consiglia di dedicarsi alla pittura decorativa; è affascinato dall'opera di Michelangelo. Nella bottega di Sacchi, Blanchet incontra Germaine Panthot, che più tardi lo chiamerà a Lione. Osserva i dipinti di Pietro da Cortona e di Giovanni Lanfranco. In scultura si interessa a Francesco Borromini e a Gian Lorenzo Bernini.
Nel 1652 si distingue per prospettive di piccolo formato, che realizza a imitazione di Jean Lemaire. Fa decori per il carnevale romano e progetta un mausoleo per l'ambasciatore francese a Venezia. 

### A Parigi e a Lione
Tornato in Francia, dopo un soggiorno a Parigi si sposta a Lione, dove dal 1655 lavora con Germaine Panthot alla decorazione del nuovo Hôtel de Ville di Lione, dipingendo le pareti dello scalone d'onore e decorando il soffitto e le pareti della Sala Grande, con soggetti mitologici e storici. 
Il gesuita Claude-François Ménestrier, per fastosamente accogliere il giovane Re Luigi XIV a Lione, antica capitale dei Galli, ha progettato l'Hôtel de Ville come un palcoscenico, dove le suggestioni della mitologia sono mescolate ad episodi significativi dell'antica storia francese. Tra i decori di Blanchet, dipinti a rilievo su stucco, c'è il Cadmo che semina i denti del drago. Per l'incendio, le decorazioni della Sala Grande sono perdute, in particolare il soffitto, dove Blanchet aveva rappresentato il tempio costruito dall'imperatore Augusto a Lione, i segni zodiacali e il Sole nel segno del Leone. Alle pareti erano tele che rappresentavano l'unione di Lione alla Corona di Francia e le gesta di Alessandro il Grande. Blanchet salva il ritratto di Luigi XIV che è ancora nel suo studio. Nello scalone dell'Hôtel de Ville riproduce più tardi l'episodio dell'incendio. 
Su commissione realizza ritratti, tra cui quello di Enrico IV (che si era sposato a Lione) e tele a soggetto storico, o sacro, o mitologico. 
A Lione, dal 1662 al 1686, decora con soggetti tratti dalla Mitologia la corte del Collegio della Sainte-Trinité e realizza quadri a soggetto religioso per la chiesa dello stesso Collegio. Decora anche il Palais de Roanne.
Nel 1663 dipinge per la chiesa di Notre-Dame di Parigi La meraviglia di San Filippo dopo il battesimo dell'eunuco della Regina Candace, tela che oggi si conserva al Louvre.
Nel 1676 è eletto membro e professore dell'Académie Royale, cui dona un dipinto che rappresenta un soggetto a lui caro, Cadmo uccide il drago e ne semina i denti: una mitologia decorativa, con Cadmo dai lunghi capelli biondi e in tunica turchese, senza armatura e con addosso la pelle di leone appena accennata. Non è una scena di combattimento cruento, ma una rappresentazione simbolica e teatrale.
Nel 1675, alla morte di Panthot, Blanchet è nominato pittore ufficiale di Lione. In questa veste realizza, a prezzi contenuti, ritratti di personaggi del luogo. Questa produzione è andata in parte perduta durante la Rivoluzione Francese. Come incisore si firma: "T. Blanchet in." e "T. Blan. in". 
Dal 1675 al 1684, con l'aiuto di Louis Cretey, esegue la decorazione del refettorio e dello scalone dell'Abbazia di Saint-Pierre-les-Nonnains a Lione, detto Palazzo delle Dames de Saint Pierre, che attualmente accoglie il Musée des beaux-arts di Lione. Ne disegna le sculture per l'annessa chiesa, per cui realizza anche pale d'altare.
Nel 1676 chiede per lettera all'Académie Royale di poter fondare una Académie dislocata a Lione, una scuola per gli allievi pittori e scultori locali: iniziativa che diventerà operante nel 1681.
Dal 1681 al 1686 lavora al Carmel de la Croix Rousse, realizzando quadri per la chiesa e decori per la tomba di Nicolas de Villery. Per la chiesa di San Policarpo dipinge una Natività e realizza quadri a soggetto sacro per l’Hôtel-Dieu, l'ospedale cittadino. 
Nel 1686 rappresenta la Giustizia nel soffitto della sala delle Udienze del nuovo Palais de Justice di Lione.
Il Museo del Louvre possiede venti suoi disegni - a penna, a matita o a sanguigna - studi dal vero, oppure a soggetto mitologico, o per decori. A Palazzo Corsini si conserva il dipinto, Cleobi e Bitone - un soggetto di pietà filiale caro a Blanchet - in cui è evidente la derivazione dallo stile di Poussin. Il Louvre possiede anche la tela Mosè salvato dalle acque. Alcuni disegni sono al Museo nazionale di Stoccolma.

### Curiosità
Per i lavori all'Hôtel de Ville di Lione Thomas Blanchet presentò un conto salato. Gli chiesero una specifica ed egli rispose con un biglietto che conteneva queste parole: «Per il bianco, per il nero e per i colori». Ne nacque una disputa e alla fine fu data ragione al pittore. La questione si compose, offrendo a Blanchet una lauta pensione e l'alloggio gratuito all'Hôtel de Ville, vita natural durante.